# Adelange

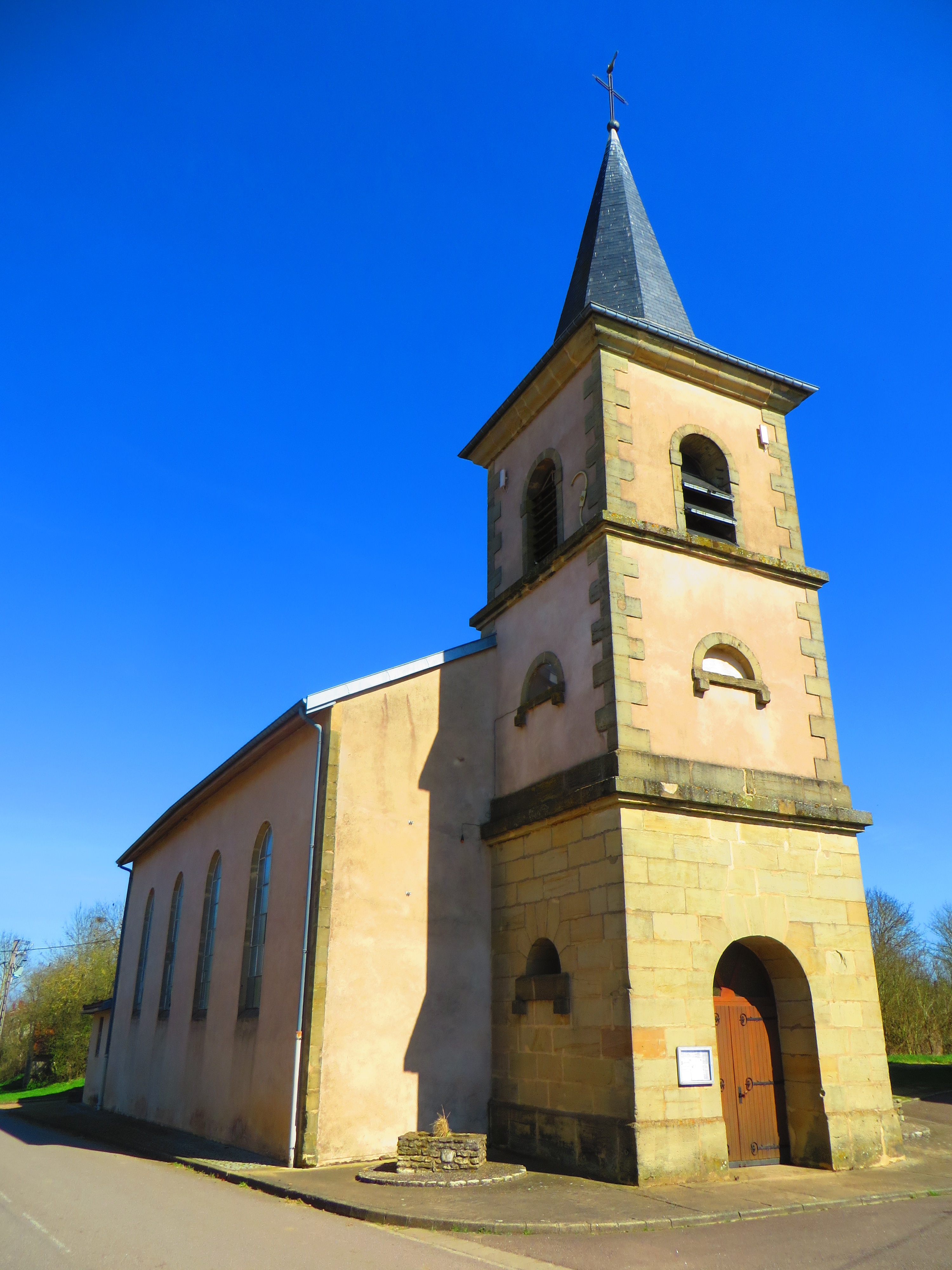
Kirche St. Roch

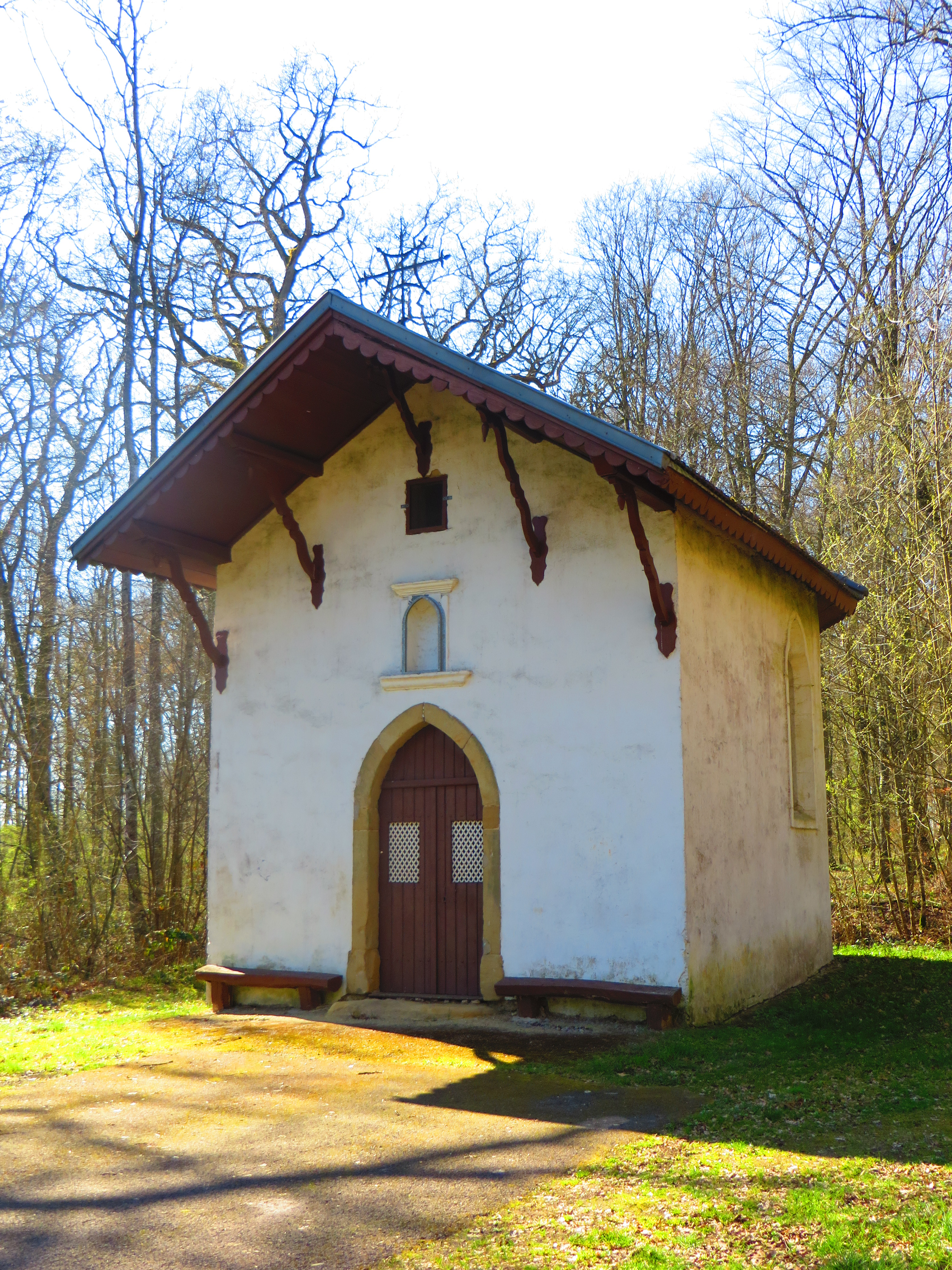
Kapelle St. Hubert

Adelange (deutsch Edelingen) ist eine französische Gemeinde mit 216 Einwohnern (Stand 1. Januar 2022) im Département Moselle in der Region Grand Est (bis 2015 Lothringen).

## Geographie
Die Gemeinde liegt in Lothringen, etwa  36 Kilometer ostsüdöstlich von Metz,  30 Kilometer südsüdöstlich  von Boulay-Moselle (Bolchen), 13 Kilometer südwestlich von Saint-Avold  (Sankt Avold) und vier Kilometer südlich von Faulquemont  (Falkenberg) auf 250 Metern Meereshöhe, die höchste Erhebung des Ortes erreicht eine Höhe von 317 m. Das Gemeindegebiet umfasst 5,92 km². Der Ort ist von landwirtschaftlichen Flächen und wenig Wald umgeben.  
Nachbargemeinden sind Faulquemont im Westen und Norden, Vahl-lès-Faulquemont (Vahlen oder Wahlen) im Nordosten, Boustroff (Busdorf) im Südosten und Eincheville (Enschweiler) im Süden.

## Geschichte
Ältere Ortsbezeichnungen sind Alingias (1152), Edlingen (1594) und Adlange (1682). Die Ortschaft gehörte früher zum Herzogtum Lothringen im Heiligen Römischen Reich und liegt an der alten Römerstraße, die von Metz nach Straßburg ging. Das Dorf wurde 1766 zusammen mit dem Herzogtum Lothringen von Frankreich annektiert.
Durch den Frankfurter Frieden vom 10. Mai 1871 kam das Gebiet an das deutsche Reichsland Elsaß-Lothringen, und das Dorf wurde dem Kreis Bolchen im Bezirk Lothringen zugeordnet. Die Dorfbewohner betrieben Getreidebau und Viehzucht.
Nach dem Ersten Weltkrieg musste die Region aufgrund der Bestimmungen des Versailler Vertrags 1919 an Frankreich abgetreten werden. Im Zweiten Weltkrieg war die Region von der deutschen Wehrmacht besetzt.

### Bevölkerungsentwicklung
| Jahr      | 1962 | 1968 | 1975 | 1982 | 1990 | 1999 | 2007 | 2019 |
| Einwohner | 181  | 153  | 171  | 197  | 178  | 208  | 230  | 204  |

## Wirtschaft und Infrastruktur
Die Gemeinde ist vorwiegend landwirtschaftlich geprägt. Der Ort  wird durch zwei Straßen erschlossen. Die D20 von Baronville (Baronweiler) nach Faulquemont (Falkenberg) verläuft etwa einen Kilometer westlich des Orts.